# Перселл, Стив
Сти́вен Росс Пе́рселл (англ. Steven Ross Purcell; род. 1959) — американский художник-карикатурист, аниматор, кинорежиссёр

, сценарист и геймдизайнер. Наиболее известен как создатель Sam & Max — независимой серии комиксов об антропоморфных псе Сэме и кролике Максе, работающих вольнонаёмными полицейскими и частными детективами. В 2007 году за эти комиксы удостоен премии Айснера. Помимо печатных изданий, его герои стали персонажами мультсериала и нескольких компьютерных игр. Выпускник Калифорнийского колледжа искусств и ремёсел, Перселл начал свою карьеру с регулярных комиксов в бюллетене колледжа. Затем работал внештатным художником в Marvel Comics и Fishwrap Productions, прежде чем опубликовать свой первый выпуск комикса Sam & Max в 1987 году. В 1988 году был приглашён в качестве художника и аниматора в компанию LucasArts, где принял участие в создании нескольких игр в жанре квеста.
В 1997 году Перселл в сотрудничестве с канадской телекомпанией Nelvana выпустил мультсериал The Adventures of Sam & Max: Freelance Police, а затем, после ухода из LucasArts, некоторое время работал в качестве аниматора в компании Industrial Light & Magic (ILM). В настоящее время является сотрудником отдела сценариев компании Pixar. Его основными проектами в этой студии стали фильмы «Тачки» 2006 года и «Храбрая сердцем» 2012 года, помимо которых он занимался выпуском дополнительных материалов, включая короткометражные мультфильмы и компьютерные игры. Наряду с работой в студии Pixar, Перселл продолжал рисовать комиксы, и в 2005 году, вместе с Telltale Games, объявил о разработке новых компьютерных игр серии Sam & Max.

## Биография

### Ранние годы
Стив Перселл вырос в Калифорнии. В интервью 2000 года он рассказал, что рисовал всю жизнь и до сих пор хранит рисунки, созданные им в три года. В том же интервью художник описывал себя как «среднего» ученика в школе и сожалел, что не прилагал больших усилий при изучении некоторых предметов. После прохождения курса кинопроизводства в младшем колледже, Перселл поступил в Калифорнийский колледж искусств и ремёсел, чтобы учиться рисованию; здесь он получил степень бакалавра изящных искусств. В колледже будущий автор комиксов подружился с Майком Миньолой, создателем Hellboy, и Артом Адамсом, ставшим впоследствии художником Marvel Comics. Среди любимых актёров он называл братьев Маркс, Питера Селлерса и «Монти Пайтон» и отмечал, что его вдохновляют «творческие люди, которые превратили исполнение своих самых эгоистичных желаний в карьеру».
Образы Сэма и Макса появились, когда Перселл был ещё ребёнком. Изначально комиксы о кролике и псе, работающих детективами, придумал Дэйв, младший брат будущего художника. Дэйв часто разбрасывал незаконченные комиксы по всему дому, и Стив иногда по-своему их завершал, намеренно заставляя персонажей путать собственные имена и стрелять друг в друга, а также имитируя стиль, в котором они были нарисованы. В результате получались истории, пародирующие начальную задумку. Этот опыт в результате привёл к появлению собственных историй Стива с псом и кроликом. В конце 1970-х годов Дэйв Перселл передал старшему брату права на персонажей, подписав соответствующий контракт на день рождения последнего. Это позволило Стиву Перселлу в дальнейшем разрабатывать тему по своему вкусу. Он считал, что младший брат забыл обиды и простил его за предыдущие годы. В детстве питомцем Перселла была крыса, и в его творчестве это также часто встречающийся персонаж.

### Начало карьеры
Перселл начал карьеру художника-карикатуриста в 1980 году, будучи студентом-старшекурсником Калифорнийского колледжа искусств и ремёсел. Он готовил еженедельный комикс для информационного бюллетеня. В этом студенческом издании впервые появились пёс Сэм и кролик Макс, работавшие вольнонаёмными полицейскими и частными детективами. Первый комикс Перселл нарисовал в последнюю ночь перед сдачей номера. После окончания колледжа в 1982 году, Перселл работал как иллюстратор-фрилансер, короткие периоды сотрудничая с компаниями Marvel Comics и Chaosium, а также помогая Стивену Монкьюзу в создании сериала Fish Police. В 1987 году Монкьюз предложил помощнику выпустить собственную серию комиксов в дополнение к Fish Police. Перселл согласился и нарисовал свою первую полноформатную графическую новеллу, использовав в качестве главных героев Сэма и Макса. 32-страничный комикс был опубликован издательством Fishwrap Productions в 1987 году. В книгу вошли две истории о Сэме и Максе: Monkeys Violating the Heavenly Temple и Night of the Gilded Heron-Shark. Следующая графическая новелла о паре детективов была опубликована в 1987 году в журнале Critters под названием Night of the Cringing Wildebeest. Первые три истории уже содержали основные принципы всех будущих произведений, посвящённых Сэму и Максу.

### LucasArts
В 1988 году Перселл заключил контракт с компанией Lucasfilm Games (будущей LucasArts), заняв должность аниматора, однако вскоре контракт был приостановлен, так как проект, над которым он работал, отменили. Через некоторое время он снова был принят на должность художника для работы над приключенческой игрой Zak McKracken and the Alien Mindbenders. Затем художнику доверили оформить обложки квеста Maniac Mansion и первых двух игр из серии Monkey Island, после чего подключили к проекту приключенческой игры Indiana Jones and the Last Crusade, основанной на одноимённом фильме. Он работал в качестве аниматора над несколькими играми LucasArts в жанре квеста, опубликовал ещё три книги комиксов Sam & Max и начал выпускать короткие комиксы для ежеквартального журнала компании — The Adventurer. Персонажи Перселла со временем проникли в учебные материалы для программистов LucasArts, работающих с игровым движком SCUMM, который использовался для создания квестов. Для тренировки коллег, работавших под началом Рона Гилберта, художник создал короткие анимации движения и разговора Сэма и Макса, а также фоновый рисунок их офиса. Персонажи начали появляться в не связанных с ними играх LucasArts в качестве «пасхальных яиц». В 1992 году Перселл подготовил для Marvel Comics сериал комиксов из шести выпусков под названием Defenders of Dynatron City.
После положительных отзывов на комиксы о Сэме и Максе в The Adventurer, желая дополнить сериалы Maniac Mansion и Monkey Island ещё одной франшизой, LucasArts в 1992 году предложила создать квест об этих персонажах. Sam & Max Hit the Road была задумана и разработана небольшой группой, ведущие роли в которой играли Перселл, Шон Кларк, Майкл Штеммль и Коллетт Мишо. В качестве сюжетной основы был использован один из ранних комиксов, Sam & Max On The Road, выпущенный в 1988 году. В 1995 году все ранее опубликованные в печатных изданиях истории о Сэме и Максе были объединены в 154-страничном сборнике, озаглавленном Sam & Max: Surfin’ the Highway. Последними работами Перселла в LucasArts стали обложка для Herc’s Adventures и концепт-арт для The Curse of Monkey Island, после чего он покинул компанию.

### Дальнейшая карьера
Сэм (о бомбе): Макс, что мне с этим делать, чтобы не пострадали те, кто нам дорог?

Макс: Выкинь её в окно, Сэм! Там только случайные прохожие.

Сэм: Надеюсь, в том автобусе никого не было.

Макс: По крайней мере, никого, знакомого нам.
В 1996 году Перселл, в сотрудничестве с редактором Дэном Смитом из канадской телевизионной студии Nelvana, приступил к созданию мультипликационного телесериала на основе комиксов Sam & Max. В результате в 1997 году на экраны вышел сериал The Adventures of Sam & Max: Freelance Police, который транслировался на Fox Kids в Соединённых Штатах, YTV в Канаде и Channel 4 в Великобритании. Перселл являлся автором шуток для каждой из 24 серий и написал сценарии к четырём эпизодам. Несмотря на сниженный ради детской аудитории уровень насилия и умеренное сквернословие, привычное для комиксов, создатель персонажей был доволен, что его герои сохранили свою моральную неоднозначность. Некоторые родительские группы в Соединённых Штатах пытались запретить показ сериала из-за сомнительного содержания; Перселл был рад, что им «удалось в процессе пощипать кое-кому пёрышки». В 1998 году два коротких комикса о Сэме и Максе появились в Totally Fox Kids Magazine в поддержку мультсериала; другие комиксы появлялись в журналах Wizard и Oni Double Feature. В 1997 году, одновременно с производством сериала, художник выступил соавтором и иллюстратором комикса Hellboy Christmas Special, составив компанию Майку Миньоле и Гэри Джанни. После завершения мультсериала Sam & Max последовала недолгая работа в компании Industrial Light & Magic (ILM), где одной из задач стало создание цифровых эффектов для киноверсии истории о Франкенштейне. Хотя в конечном итоге проект был отменён, Перселл считал, что часть его работы нашла применение в фильме «Ван Хельсинг». Другим его проектом в ILM был анимационный фильм на основе квестов Monkey Island, и хотя этот проект также не состоялся, через несколько лет в личном блоге художника стали появляться примеры концепт-арта, подготовленного для этого мультфильма.

### Pixar и Telltale Games
После краткого пребывания в ILM, Перселл перешёл на работу в Pixar. Уже будучи штатным сотрудником студии, он выступил в роли консультанта при разработке игры Sam & Max: Freelance Police, продолжения Sam & Max Hit the Road, производство которой началось в 2002 году в LucasArts. Художник предоставил команде Майкла Штеммля концепт-арт и помогал в создании сюжета игры. Производство шло без задержек, однако в марте 2004 года LucasArts внезапно отменила проект. Перселл не мог понять, почему это произошло, а собственное состояние описывал как «расстроен и разочарован».
В отделе сценариев Pixar Перселл работал над фильмом 2006 года «Тачки», в котором также озвучивал эпизодических персонажей. Им был придуман образ экскаватора Банши из мультфильма «Мэтр и Призрачный Свет». Как автор сценария и актёр озвучивания, он участвовал в создании трёх игр, основанных на «Тачках» и выпущенных компанией THQ. Его голосом говорит Карл из George & A.J., короткометражного спин-оффа мультфильма «Вверх», вышедшего в 2009 году. Ключевую роль Перселл сыграл при работе над фильмом «Храбрая сердцем», в котором, помимо работы в качестве сценариста, выступил сорежиссёром Бренды Чапман и Марка Эндрюса. Этот проект остаётся на данный момент его самым крупным достижением в Pixar.
В 2014 году Перселл написал сценарий и поставил для Pixar приуроченный к Рождеству мультфильм «История игрушек, забытая временем», который вышел в эфир на АВС 2 декабря 2014 года. Однако фильм о своих самых известных героях, Сэме и Максе, на этой студии их создатель снимать никогда не планировал, поскольку моральные качества героев противоречили традиционным ценностям Pixar.
В 2005 году истёк срок лицензии, позволявшей LucasArt выпускать игры на основе франшизы Sam & Max. Это позволило передать её компании Telltale Games, сформированной из команды Майкла Штеммля. Вскоре был анонсирован квест Sam & Max Save the World, состоящий из нескольких отдельных игровых эпизодов. Обязанностями Перселла при работе над новым проектом стали дизайн игры, сценарий и оформление обложки; несмотря на это, сам он описал свой вклад как минимальный, считая главной эффективную работу остальной команды. Одновременно на сайте Telltale Games был запущен веб-комикс Sam & Max. Проект продолжался 12 выпусков. В 2007 году эта работа была отмечена наградой — премией Айснера за лучший цифровой комикс. Перселл снова помогал Telltale Games с дизайном игры и сценарием, когда в 2007 году началась разработка Sam & Max Beyond Time and Space. В 2008 году при поддержке компании он опубликовал два альбома эскизов к Sam & Max и приуроченное к 20-летию комиксов переиздание Sam & Max: Surfin’ the Highway. Позднее он стал автором обложки следующей игры Telltale Games — Tales of Monkey Island.

В 2022 году написал сценарий и стал режиссером мультсериала «Pixar» «Тачки на дороге», созданный для Disney+.

### Личная жизнь
Всю жизнь до настоящего времени Стив Перселл проживает в Калифорнии.
В 1993 году, во время работы над Sam & Max Hit the Road, Перселл женился на ведущем дизайнере проекта Коллетт Мишо. Их свадебный торт был увенчан фигурками Сэма и Макса в роли жениха и невесты соответственно. В браке родилось двое сыновей.

## Оценка творчества
Творчество Стива Перселла, и в первую очередь его главные персонажи, Сэм и Макс, оцениваются полярно. Он является легендой для поклонников печатных версий комиксов. Другую, не всегда пересекающуюся с первой, группу поклонников составляют приверженцы игр компании LucasArts в жанре квеста, для которых художник также имеет культовый статус, приобретённый им в середине 1990-х. В эти годы на свет появились игры, признаваемые вершиной жанра, в производстве которых принимал участие и создатель Сэма и Макса. Свой вклад в популяризацию автора внесло и появление Макса, реже — Сэма, в качестве «пасхальных яиц» практически во всех играх LucasArts, включая созданные на основе популярной вымышленной вселенной «Звёздных войн». Однако для более широкого круга любителей комиксов истории о детективах псе и кролике не были чем-то выдающимся и легко оставались незамеченными, проигрывая более интересным и смешным произведениям. Критики отмечали странный, местами чёрный, юмор, основанный на неожиданном обыгрывании смысла и обмане ожиданий читателя; динамичность дуэта главных героев, в особенности «гиперкинетического кроликовидного существа» Макса; а местами — не самое лучшее техническое исполнение и ощущение старомодности.
Со стороны индустрии работы Перселла были быстро замечены. Именно благодаря им он оказался в компании LucasArts, получил возможность превратить комиксы в телевизионный мультсериал, стал частью команды Pixar, а по прошествии 20 лет был награждён премией Айснера за лучший цифровой комикс 2007 года и участвовал в 2009 году в номинации «Лучшие переиздание альбома комиксов» с книгой Sam & Max Surfin' the Highway: 20th Anniversary Edition. Однако по мнению El Santo, в целом заслуживая награды за творческий вклад на протяжении всей жизни, Перселл не должен был получить её в 2007 году за веб-комиксы о Сэме и Максе.

## Произведения

### Видео игры
- Zak McKracken and the Alien Mindbenders (1988) — художник
- Their Finest Hour (1989) — тестировщик
- Pipe Dream (1989) — художник
- Indiana Jones and the Last Crusade: The Graphic Adventure (1989) — аниматор, художник
- Maniac Mansion (1987) — художник
- Loom (1990) — аниматор, художник
- The Secret of Monkey Island (1990) — художник
- Monkey Island 2: LeChuck's Revenge (1991) — аниматор, художник
- ToeJam & Earl (1991) — оригинальная идея и дизайн персонажей
- Zombies Ate My Neighbors (1993) — художник
- ToeJam & Earl in Panic on Funkotron (1993) — оригинальная идея и дизайн персонажей
- Sam & Max Hit the Road (1993) — геймдизайнер, художник
- The Horde (1994) — художник
- Mortimer and the Riddles of the Medallion (1996) — художник
- Herc's Adventures (1997) — художник
- The Curse of Monkey Island (1997) — художник
- Cars (2006) — сценарист, актёр озвучивания
- Cars: Radiator Springs Adventures (2006) — сценарист, актёр озвучивания
- Cars Mater-National Championship (2007) — сценарист, актёр озвучивания
- Sam & Max Save the World (2006—2007) — сценарист, геймдизайнер
- Sam & Max Beyond Time and Space (2007—2008) — сценарист, геймдизайнер
- Tales of Monkey Island (2009) — художник
- Sam & Max: The Devil's Playhouse (2010) — художник

### Фильмы
- The Completely Mental Misadventures of Ed Grimley (1988) — съёмочная группа
- The Adventures of Sam & Max: Freelance Police (1997—1998) — сценарист
- «Тачки» (2006) — помощник сценариста, актёр озвучивания
- «Мэтр и Призрачный Свет» (2006) — дополнительные персонажи
- George & A.J. (2009) — Карл Фредриксен (голос)
- «Храбрая сердцем» (2012) — сорежиссёр, сценарист, актёр озвучивания
- «История игрушек, забытая временем» (2014) — режиссёр, сценарист, актёр озвучивания

## Комментарии
1. ↑  В оригинале фамилия произносится как [ˈpəːsl] или [ˈpəːsəl][3].
2. ↑  Эту фразу Перселл прочитал на упаковке фейерверка и посчитал её подходящей для названия комикса[8].
3. ↑  В оригинале — англ. hyperkinetic rabbity thing.